# Bårse
Bårse – miasto w Danii, w regionie Zelandia, w gminie Vordingborg.